# Guinea
 For alternative betydninger, se Guinea (flertydig). (Se også artikler, som begynder med Guinea)
Guinea er en stat i Vestafrika, som ligger ud til Atlanterhavet. Guinea grænser til Guinea-Bissau, Senegal, Mali, Elfenbenskysten, Liberia og Sierra Leone. Byen Conakry er hovedstad.

## Historie
Mellem 1100 og 1400-tallet var det nuværende Guinea en del af Mali-imperiet, som strakte sig over en stor del af Sahel-området. I 1400-tallet indvandrede fulanierne gradvist til Fouta Djallon området. Med afslutningen af den Hellige islamiske krig i 1725 blev de oprindelige baga'ere fortrængt til kystregionen. Malinke i den østlige del af Guinea stammer fra det oprindelige Mali-imperium.
Uafhængig fra Frankrig 2. oktober 1958. Tidligere fransk koloni – Fransk Vestafrika.
Guinea brød helt med Frankrig efter uafhængigheden og allierede sig i stedet med Ghana og Kwame Nkrumah ud fra et fælles ønske om at bekæmpe, hvad de kaldte neo-kolonialismen.
Styreformen var socialistisk med Ahmed Sékou Touré som præsident. Styret var dog ikke specielt bundet til hverken Sovjetunionen eller Kina. I 1967 havde Guinea sin helt egen kulturrevolution, men selvom den prædikede rendyrket socialisme, var det mere en nationalistisk bevægelse. Som led i det socialistiske styre begyndte nationaliseringen af virksomheder i første omgang med handlen med eksportafgrøder i 1959. Op i gennem 1960'erne fortsatte nationaliseringen med handel i øvrigt, og til sidst blev også mineindustrien nationaliseret. Staten havde dog kun kontrol over 49% af aktierne i mineindustrien, mens resten var overladt til store internationale selskaber. Mineindustrien var den altafgørende indtægtskilde for staten, så man ville ikke løbe nogen risiko med total nationalisering.
Det socialistiske styre ophørte i 1984 efter præsident Tourés død. Kort tid efter blev landet udsat for et militærkup ledet af Lansana Conté. Touré's parti PDG blev forbudt og Conté udråbte Guineas anden Republik den 3. april 1984.I 1993 blev der afholdt præsidentvalg for første gang i Guinea og Lansana Conté vandt. Der er dog sået megen tvivl, om valget gik retfærdigt til. I 1995 afholdtes det første parlamentsvalg, og Conté's parti PUP vandt 76 af 114 pladser i parlamentet. Et kupforsøg mod regeringen og Conté i februar 1996 blev slået ned. Ved præsidentvalget i 1998 blev Conté genvalgt. Lansana Conté døde den 23. december 2008, og allerede få timer senere blev Guinea udsat for endnu et militærkup, denne gang med Moussa Dadis Camara i spidsen. Camera blev udsat for et skudattentat i december 2009 og har siden opholdt sig udenfor Guinea. General Sékouba Konaté trådte ind som fungerende præsident.

## Politik
Præsidenter:
- Ahmed Sékou Touré 1958 – 1984
- Lansana Conté 1984 – 2008
- Moussa D. Camara 2008 – 2009
- Sékouba Konaté (fungerende) 2009 – 2010
- Alpha Condé 2010 – 2021
- Mamady Doumbouya 2021 –

Præsidenten er officielt på valg hver syvende år, men det overholdes ikke.
Parlamentet har et kammer: Assemblee Nationale Populaire med 114 pladser.

## Geografi
Guinea er geografisk naturligt opdelt i fire regioner: Basse-Coté lavlandet, Fouta Djallon højlandet, Sahel området Haute-Guinée og skovområdet Guinée Forestière. Tre store vestafrikanske floder udspringer i Fouta Djallon: Nigerfloden, Gambiafloden og Senegalfloden.
Guinea har store mineralressourcer, især bauxit (aluminium) og jern samt mindre forekomster af diamanter og guld.
Klimaet er tropisk i det meste af Guinea, undtagen den nordøstlige del i Sahel området. Regnsæsonen er fra april/maj til november med en gennemsnitlig årlig nedbør på 4.300 mm.

## Demografi
Befolkning: ca. 10 mio. indbyggere med en befolkningstilvækst pr. år på ca. 2,6%.

### Sprog
Officielt sprog er fransk. Der er mange lokale sprog, hvoraf de seks mest udbredte er: soussou (sosoxi), malinke (malingue), peulh (fulani), kissi, guerze (kpelle) og toma (loma). Der er mange synonymer for de enkelte sprogbetegnelser.

### Etniske forhold
Der er mere end 20 etniske grupper i Guinea.

### Religion
Ca. 85% af befolkningen er muslimer og knapt 10% er kristne.

## Galerie
- atlas Guinea
- Dame de Mali
- Chute de Tabouna à Kindia
- Chute de Saala Labé
- Chimpanzé de Bossou
- Plage sur les Ile de Loos